# اوربنا (آیووا)
اوربنا (به انگلیسی: Urbana) شهری در ایالت آیووا کشور ایالات متحده آمریکا است که جمعیت آن در سرشماری سال ۲۰۱۰ میلادی، ۱٬۴۵۸ نفر بوده‌است.